# Indostomidae
Indostomidae é uma família monotípica da ordem Gasterosteiformes, composta por pequenos peixes de águas doces e salobras. Inclui um único género, o género Indostomus, o qual engloba três espécies de pequenos peixes tropicais endémicos no sudoeste asiático. A família apresenta estreitas relações filogenéticas com os cavalos-marinhos.